# Đảo Freeman

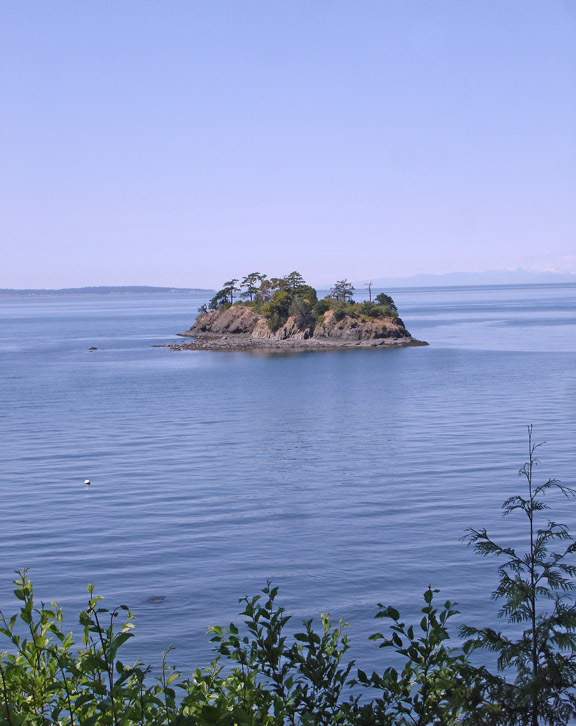
Đảo Freeman nhìn từ đảo Orcas; July 2008.

Freeman là một hòn đảo nhỏ trong quần đảo San Juan, Quận San Juan, tiểu bang Washington, Hoa Kỳ. Nó cách đảo Orcas khoảng 250m về phía Tây.
Tên đảo được đặt bởi nhà thám hiểm người Mỹ, Charles Wilkes theo tên của J.D. Freeman, nhà thám hiểm Peacock.
Đảo Freeman rất được ưa chuận bởi các khách du lịch ưa thích cấm trại.

## Trích nguồn
- ^ Phillips, James W. (1971). Washington State Place Names. University of Washington Press. ISBN 0-295-95158-3.